# Barnsley FC
Barnsley FC is een Engelse voetbalclub, opgericht in 1887 als Barnsley St. Peter. De club komt uit in de League One. De club speelt zijn thuiswedstrijden in het Oakwell Stadium te Barnsley.
De club werd in 1898 toegelaten tot de Football League en ze beleefden hun hoogtepunt tot op heden door in 1912 in de FA Cup-finale West Bromwich Albion te verslaan. Twee jaar eerder was Newcastle United te sterk geweest in de finale.
In 1997 werd voor de eerste en enige keer promotie naar de Premier League afgedwongen, maar Barnsley FC degradeerde meteen weer. De club ging bijna failliet. Pas toen voormalig Leeds United-voorzitter Peter Ridsdale ingreep, was de club gered. Echter, de club was inmiddels wel nogmaals gedegradeerd naar de huidige League One. In seizoen 2005/06 werd via de play-offs de weg omhoog weer ingeslagen en werd promotie naar de Championship afgedwongen.
In het seizoen 2007/08 zorgde Barnsley voor een stunt door in de FA Cup Liverpool in de achtste finale te verslaan op Anfield (1-2). In de kwartfinale waren ze Chelsea op eigen veld met 1-0 de baas. Voor het eerst sinds 1912 (!) stond de club daardoor weer in de halve finale van de strijd om de FA Cup, waarin het op zondag 6 april 2008 vervolgens met 1-0 verloor van Cardiff City door een treffer van Joe Ledley.

## Erelijst
- FA Cup

1912
- Football League Third Division

1933–34, 1938–39, 1954–55
- Football League Trophy

2016

## Overzichtslijsten

### Eindklasseringen vanaf 1946/47
- 1947 10e
Second Division
- 1948 12e
Second Division
- 1949 9e
Second Division
- 1950 13e
Second Division
- 1951 15e
Second Division
- 1952 20e
Second Division
- 1953 22e
Second Division
- 1954 2e
Third Division North / South
- 1955 1e
Third Division North / South
- 1956 18e
Second Division
- 1957 19e
Second Division
- 1958 14e
Second Division
- 1959 22e
Second Division
- 1960 17e
Third Division
- 1961 8e
Third Division
- 1962 20e
Third Division
- 1963 18e
Third Division
- 1964 20e
Third Division
- 1965 24e
Third Division
- 1966 16e
Fourth Division
- 1967 16e
Fourth Division
- 1968 2e
Fourth Division
- 1969 10e
Third Division
- 1970 7e
Third Division
- 1971 12e
Third Division
- 1972 22e
Third Division
- 1973 14e
Fourth Division
- 1974 13e
Fourth Division
- 1975 15e
Fourth Division
- 1976 12e
Fourth Division
- 1977 6e
Fourth Division
- 1978 7e
Fourth Division
- 1979 4e
Fourth Division
- 1980 11e
Third Division
- 1981 2e
Third Division
- 1982 6e
Second Division
- 1983 10e
Second Division
- 1984 14e
Second Division
- 1985 11e
Second Division
- 1986 12e
Second Division
- 1987 11e
Second Division
- 1988 14e
Second Division
- 1989 7e
Second Division
- 1990 19e
Second Division
- 1991 8e
Second Division
- 1992 16e
Second Division
- 1993 13e
First Division
- 1994 18e
First Division
- 1995 6e
First Division
- 1996 10e
First Division
- 1997 2e
First Division
- 1998 19e
Premier League
- 1999 13e
First Division
- 2000 4e
First Division
- 2001 16e
First Division
- 2002 23e
First Division
- 2003 19e
Second Division
- 2004 12e
Second Division
- 2005 13e
League One
- 2006 5e
League One
- 2007 20e
Championship
- 2008 18e
Championship
- 2009 20e
Championship
- 2010 18e
Championship
- 2011 17e
Championship
- 2012 21e
Championship
- 2013 21e
Championship
- 2014 23e
Championship
- 2015 11e
League One
- 2016 6e
League One
- 2017 14e
Championship
- 2018 22e
Championship
- 2019 2e
League One
- 2020 21e
Championship
- 2021 5e
Championship
- 2022 24e
Championship
- 2023 4e
League One
- 2024 6e
League One
- 2025 12e
League One

- First Division
- Second Division
- Third Division
- Fourth Division
- Premier League
- Championship
- League One

ⓘ In 1992 invoering van de Premier League en opheffing van de Fourth Division; in 2004 opheffing van de First, Second en Third Division.

## Bekende (oud-)spelers

### Nederlanders
- Marciano Bruma
- Dean Gorré
- Bart Griemink
- Laurens ten Heuvel
- Robin van der Laan
- Maceo Rigters
- Carel van der Velden
- Arjan de Zeeuw

## Trainer-coaches
| Van        | Tot        | Naam                         | D | W | G | V |
| ---------- | ---------- | ---------------------------- | - | - | - | - |
| 25.02.2015 | 30.06.2015 | Lee Johnson                  |   |   |   |   |
| 12.02.2015 | 24.02.2015 | Paul Heckingbottom (interim) |   |   |   |   |
| 24.10.2013 | 11.02.2015 | Danny Wilson                 |   |   |   |   |
| 01.12.2013 | 16.12.2013 | Micky Mellon                 |   |   |   |   |
| 30.12.2012 | 30.11.2013 | David Flitcroft              |   |   |   |   |
| 01.07.2011 | 29.12.2012 | Keith Hill                   |   |   |   |   |
| 09.09.2009 | 30.06.2011 | Mark Robins                  |   |   |   |   |
| 22.11.2006 | 31.08.2009 | Simon Davey                  |   |   |   |   |
| 04.03.2005 | 21.11.2006 | Andy Ritchie                 |   |   |   |   |
| 01.07.2003 | 04.03.2004 | Guðjón Þórðarson             |   |   |   |   |
| 15.10.2002 | 30.06.2003 | Glyn Hodges                  |   |   |   |   |
| 09.11.2001 | 15.10.2002 | Steve Parkin                 |   |   |   |   |
| 25.10.2001 | 09.11.2001 | Glyn Hodges                  |   |   |   |   |
| 27.05.1999 | 19.12.2000 | Dave Bassett                 |   |   |   |   |
| 01.07.1985 | 08.11.1989 | Allan Clarke                 |   |   |   |   |
| 01.07.1978 | 30.09.1980 | Allan Clarke                 |   |   |   |   |
| 01.07.1973 | 30.06.1978 | Jim Iley                     |   |   |   |   |
| 01.07.1929 | 30.06.1930 | Arthur Fairclough            |   |   |   |   |
| 01.07.1904 | 30.06.1912 | Arthur Fairclough            |   |   |   |   |
| 01.07.1898 | 30.06.1901 | Arthur Fairclough            |   |   |   |   |